# Tajemnica Syriusza
Tajemnica Syriusza (tytuł oryg. Screamers) – film z roku 1995 w reżyserii Christiana Duguay, zrealizowany na motywach opowiadania Philipa K. Dicka Druga odmiana.
W roku 2009 premierę miała luźna kontynuacja wątków opisywanego filmu, pokazana w obrazie Tajemnica Syriusza: Polowanie.

## Obsada
- Peter Weller – Hendricksson
- Roy Dupuis – Becker
- Jennifer Rubin – Jessica
- Andrew Lauer – Ace Jefferson
- Ron White – Elbarak
- Charles Powell – Ross
- Leni Parker – McDonald
- Michael Caloz – David
- Liliana Komorowska – Landowska
- Jason Cavalier – Leone
- Sylvain Massé – żołnierz NEB
- Bruce Boa – sekretarz Green
- Tom Berry – technik

## Opis fabuły
Jest rok 2078. Nowy Ekonomiczny Blok (N.E.B.) odkrywa na Syriuszu 6B cenne złoże berylu. Wydobycie może rozwiązać kryzys energetyczny na Ziemi. Niestety, po pewnym czasie okazuje się, że eksploatacja berylu wywołuje śmiertelne skażenie radioaktywne. Sojusz założony przez miejscowych postanawia wstrzymać dalsze prace wydobywcze. W konsekwencji N.E.B. wypowiada Sojuszowi wojnę. Zmasowane ataki korporacji dziesiątkują ludność planety, niszcząc doszczętnie jej środowisko.
Mija dziesięć lat. Wojna trwa nadal. Jeszcze w pierwszych fazach walk Sojusz opracował nową broń – samobieżne ostrza – proste mechanizmy bojowe mające zabić każdą żywą istotę nie posiadającą identyfikatora. W pobliżu jednej z baz Sojuszu rozbija się transporter wojskowy. Okazuje się, że wojna z N.E.B przeniosła się na zupełnie inną planetę, a na powierzchni Syriusza 6B rzekomo nie ma już od dawna żadnego wojska, ani tym bardziej działań wojennych. Żołnierze rozumieją, że zostali porzuceni przez własną organizację. Dowodzący bazą Sojuszu pułkownik Joseph A. Hendricksson (Peter Weller) postanawia wyruszyć do bazy N.E.B., aby negocjować warunki rozejmu. Wraz ze snajperem Jeffersonem rozpoczyna marsz przez pustkowia, na których odnajdują małego chłopca z pluszowym misiem.  Postanowili zaopiekować się chłopcem, który okazuje się być nowym rodzajem androida służącego do zabijania ludzi.